# Ljerko Spiller
Ljerko Spiller, né le 22 juillet 1908 à Crikvenica en Croatie et mort le 9 novembre 2008 à Buenos Aires en Argentine, est un violoniste, professeur de musique et chef d'orchestre argentin. Il est le père d'Andrés Spiller (hautbois solo et chef d'orchestre) et Antonio Spiller (premier violon de l'orchestre symphonique de la Bayerische Rundfunk).

## Ses débuts
Ljerko Spiller est né dans une famille juive croate,,. Après la Première Guerre mondiale Spiller déménage avec sa famille à Zagreb, où il étudie le violon à l'académie de musique. Il a comme professeurs Vaclav Huml, Jacques Thibaud, Georges Enesco et le violoncelliste Alexanian . En 1927, il obtient un diplôme de l'académie de musique de Zagreb, en 1928 un diplôme de l’École normale de musique de Paris et en 1930 une « licence de concert » de l'École normale de musique de Paris.
Entre 1930 et 1935 il est professeur de violon à l'École normale de musique de Paris, servant à la fois de premier violon dans l'orchestre de chambre dirigé par Alfred Cortot (1928-1935). Ljerko Spiller devient membre du jury de concours internationaux de violon à Genève en 1980 et Zagreb en 1977, 1981, 1985, 1989 et 1993. Il avait été cinquième au Concours international de violon Henryk Wieniawski (Varsovie, 1935). 

## Carrière en Argentine
En 1935 il part en Argentine et crée l'orchestre de chambre Ljerko Spiller. Il est le fondateur de l'Orchestre de l'Association des amis de la musique et de la jeunesse du Collegium Musicum, ainsi que de l'Orchestre des jeunes du Collegium Musicum Orchestra, radio du monde féminine de Buenos Aires. Il est un collaborateur régulier des cours Camping Bariloche Musical. Il a été directeur musical de l'Orchestre des jeunes de la radio nationale et mentor pour son quatuor à cordes. Il a créé en Argentine d’innombrables œuvres d'auteurs argentins et étrangers.
Il est professeur émérite extraordinaire de l'université nationale de La Plata.

## Concours et prix
Il a reçu de nombreux prix. Parmi ses œuvres: Fiddler Little (1943) 6 éditions, «Introduction au violon dans des groupes» (1980), "critique et des articles dans Le Monde musical et Le Courrier de musique à Paris (1932 - 1935). 
Prix Konex pour Lumineux en 1989 comme la personnalité la plus importante de l'histoire de la musique classique en Argentine. Jury de concours internationaux mettent en valeur le violon du Mozarteum de Salzbourg (1991). Il a reçu le prix des critiques de musique Association-éducateur (1992). 
Il a été président du Prix Konex Grand Jury en 1999. 

## Ses élèves
Ljerko Spiller a formé plusieurs générations de violonistes argentins et sud-américains. Parmi eux le chef d’orchestre Alberto Lysy.
Dans une interview, Ljerko Spiller a déclaré : « Le pire compliment qu'un ancien élève peut me faire, c'est qu'il rende exactement ce qu'il a appris avec moi pendant tant d'années. J'essaie toujours d'améliorer et de chercher d'autres moyens d'expression artistique. L'éducation et de l'interprétation doit être modernisé et en constante évolution. »
En 2001, il a été déclaré citoyen illustre de Buenos Aires.